# Llibre de Jin
|  | Per a altres significats, vegeu «Jin (desambiguació)». |

El Llibre de Jin (xinès tradicional: 晉書, xinès simplificat: 晋书, pinyin: Jìn Shū) és una de les obres oficials i historiogràfiques de la Xina. Abasta la història de la Dinastia Jin del 265 fins al 420. El llibre va ser escrit per un nombre de funcionaris encarregats per la cort de la dinastia Tang, amb l'editor principal sent el Primer Ministre Fang Xuanling, dibuixant en la seva majoria dels documents oficials deixats dels arxius anteriors. Alguns dels assajos en el volum biogràfic 1, 3, 54 i 80 van ser compostos pel mateix emperador Taizong de Tang. El seu contingut, això no obstant, no inclou només la història de Jin sinó també la història dels Setze Regnes, que van ser contemporanis amb Jin Occidental. El llibre va ser compilat el 648.

## Contingut

### Anals (紀)
| #        | Títol                    | Títol traduït                           | Notes                              |
| -------- | ------------------------ | --------------------------------------- | ---------------------------------- |
| Volum 1  | 帝紀第1 宣帝             | Emperador Xuan                          | Sima Yi (Jin Occidental)           |
| Volum 2  | 帝紀第2 景帝 文帝        | Emperador Jing; Emperador Wen           | Sima Shi, Sima Zhao                |
| Volum 3  | 帝紀第3 武帝             | Emperador Wu                            | Sima Yan                           |
| Volum 4  | 帝紀第4 惠帝             | Emperador Hui                           | Sima Zhong                         |
| Volum 5  | 帝紀第5 懷帝 愍帝        | Emperador Huai; Emperador Min           | Sima Chi, Sima Ye                  |
| Volum 6  | 帝紀第6 元帝 明帝        | Emperador Yuan; Emperador Ming          | Sima Rui, Sima Shao (Jin Oriental) |
| Volum 7  | 帝紀第7 成帝 康帝        | Emperador Cheng; Emperador Kang         | Sima Yan, Sima Yue                 |
| Volum 8  | 帝紀第8 穆帝 哀帝 海西公 | Emperador Mu; Emperador Ai; Duc d'Haixi | Sima Dan, Sima Pi, Sima Yi         |
| Volum 9  | 帝紀第9 簡文帝 孝武帝    | Emperador Jianwen; Emperador Xiaowu     | Sima Yu, Sima Yao                  |
| Volum 10 | 帝紀第10 安帝 恭帝       | Emperador An; Emperador Gong            | Sima Dezong, Sima Dewen            |

### Tractats (志)
| #        | Títol        | Títol traduït                       | Notes |
| -------- | ------------ | ----------------------------------- | ----- |
| Volum 11 | 志第1 天文上 | Astronomia (primera part)           |       |
| Volum 12 | 志第2 天文中 | Astronomia (segona part)            |       |
| Volum 13 | 志第3 天文下 | Astronomia (tercera part)           |       |
| Volum 14 | 志第4 地理上 | Geografia (primera part)            |       |
| Volum 15 | 志第5 地理下 | Geografia (segona part)             |       |
| Volum 16 | 志第6 律歷上 | Ritme i el calendari (primera part) |       |
| Volum 17 | 志第7 律歷中 | Ritme i el calendari (segona part)  |       |
| Volum 18 | 志第8 律歷下 | Ritme i el calendari (tercera part) |       |
| Volum 19 | 志第9 禮上   | Ritus (primera part)                |       |
| Volum 20 | 志第10 禮中  | Ritus (segona part)                 |       |
| Volum 21 | 志第11 禮下  | Ritus (tercera part)                |       |
| Volum 22 | 志第12 樂上  | Música (primera part)               |       |
| Volum 23 | 志第13 樂下  | Música (segona part)                |       |
| Volum 24 | 志第14 職官  | Servei de govern                    |       |
| Volum 25 | 志第15 輿服  | Viatges i vestits                   |       |
| Volum 26 | 志第16 食貨  | Aliments i productes bàsics         |       |
| Volum 27 | 志第17 5行上 | Cinc Elements (primera part)        |       |
| Volum 28 | 志第18 5行中 | Cinc Elements (segona part)         |       |
| Volum 29 | 志第19 5行下 | Cinc Elements (tercera part)        |       |
| Volum 30 | 志第20 刑法  | Càstigs i lleis                     |       |

### Biografies (列傳)
| #         | Títol                                                                                | Títol traduït | Notes |
| --------- | ------------------------------------------------------------------------------------ | --- | --- |
| Volum 31  | 列傳第1 后妃上                                                                       | Emperadrius i Consorts (primera part) | |
| Volum 32  | 列傳第2 后妃下                                                                       | Emperadrius i Consorts (segona part) | |
| Volum 33  | 列傳第3 王祥 鄭沖 何曾 石苞                                                          | Wang Xiang; Zheng Chong; He Zeng; Shi Bao | |
| Volum 34  | 列傳第4 羊祜 杜預                                                                    | Yang Hu; Du Yu | |
| Volum 35  | 列傳第5 陳騫 裴秀                                                                    | Chen Qian; Pei Xiu | |
| Volum 36  | 列傳第6 衛瓘 張華                                                                    | Wei Guan; Zhang Hua | |
| Volum 37  | 列傳第7 宗室                                                                         | Clan Imperial | Sima Fu, Sima Quan, Sima Tai, Sima Sui, Sima Sui, Sima Xun, Sima Mu, Sima Ling, i els seus fills                                                                     |
| Volum 38  | 列傳第8 宣5王 文6王                                                                  | Cinc Prínceps de Xuan; Sis Prínceps de Wen | Sima Gan, Sima Zhou, Sima Jing, Sima Jun, Sima Rong (fills de Sima Yi); Sima You, Sima Zhao, Sima Dingguo, Sima Guangde, Sima Jian, Sima Yanzuo (fills de Sima Zhao) |
| Volum 39  | 列傳第9 王沈 荀顗 荀勖 馮紞                                                          | Wang Chen; Xun Yi; Xun Xu; Feng Dan | |
| Volum 40  | 列傳第10 賈充 郭彰 楊駿                                                              | Jia Chong; Guo Zhang; Yang Jun | |
| Volum 41  | 列傳第11 魏舒 李憙 劉寔 高光                                                         | Wei Shu; Li Xi; Liu Shi; Gao Guang | |
| Volum 42  | 列傳第12 王渾 王濬 唐彬                                                              | Wang Hun; Wang Jun; Tang Bin | |
| Volum 43  | 列傳第13 山濤 王戎 郭舒 樂廣                                                         | Shan Tao; Wang Rong; Guo Shu; Yue Guang | |
| Volum 44  | 列傳第14 鄭袤 李胤 盧欽 華表 石鑒 溫羨                                               | Zheng Mao; Li Yin; Lu Qin; Hua Biao; Shi Jian; Wen Xian | |
| Volum 45  | 列傳第15 劉毅 程衛 和嶠 武陔 任愷 崔洪 郭奕 侯史光 何攀                              | Liu Yi; Cheng Wei; He Jiao; Wu Gai; Ren Kai; Cui Hong; Guo Yi; Hou Shiguang; He Pan | |
| Volum 46  | 列傳第16 劉頌 李重                                                                   | Liu Song; Li Zhong | |
| Volum 47  | 列傳第17 傅玄                                                                        | Fu Xuan | |
| Volum 48  | 列傳第18 向雄 段灼 閻纘                                                              | Xiang Xiong; Duan Zhuo; Yan Zuan | |
| Volum 49  | 列傳第19 阮籍 嵇康 向秀 劉伶 謝鯤 胡毋輔之 畢卓 王尼 羊曼 光逸                       | Ruan Ji; Ji Kang; Xiang Xiu; Liu Ling; Xie Kun; Huwu Fuzhi; Bi Zhuo; Wang Ni; Yang Man; Guang Yi | |
| Volum 50  | 列傳第20 曹志 庾峻 郭象 庾純 秦秀                                                    | Cao Zhi; Yu Jun; Guo Xiang; Yu Chun; Qin Xiu | |
| Volum 51  | 列傳第21 皇甫謐 摯虞 束皙 王接                                                       | Huangfu Mi; Zhi Yu; Shu Xi; Wang Jie | |
| Volum 52  | 列傳第22 郤詵 阮種 華譚 袁甫                                                         | Xi Shen; Ruan Zhong; Hua Tan; Yuan Fu | |
| Volum 53  | 列傳第23 愍懷太子                                                                    | Príncep hereu Minhuai | |
| Volum 54  | 列傳第24 陸機                                                                        | Lu Ji | |
| Volum 55  | 列傳第25 夏侯湛 潘岳 張載                                                            | Xiahou Zhan; Pan Yue; Zhang Zai | |
| Volum 56  | 列傳第26 江統 孫楚                                                                   | Jiang Tong; Sun Chu | |
| Volum 57  | 列傳第27 羅憲 滕修 馬隆 胡奮 陶璜 吾彥 張光 趙誘                                     | Luo Xian; Teng Xiu; Ma Long; Hu Fen; Tao Huang; Wu Yan; Zhang Guang; Zhao You | |
| Volum 58  | 列傳第28 周處 周訪                                                                   | Zhou Chu; Zhou Fang | |
| Volum 59  | 列傳第29 汝南文成王亮 楚隱王瑋 趙王倫 齊王冏 長沙王乂 成都王穎 河間王顒 東海孝獻王越 | Liang, Príncep Wencheng de Ru'nan; Wei, Príncep Yin de Chu; Lun, Príncep de Zhao; Jiong, Príncep de Qi; Ai, Príncep de Changsha; Ying, Príncep de Chengdu; Yong, Príncep d'Hejian; Yue, Príncep Xiaoxian de Donghai | |
| Volum 60  | 列傳第30 解系 孫旂 孟觀 牽秀 繆播 皇甫重 張輔 李含 張方 閻鼎 索靖 賈疋               | Xie Xi; Sun Qi; Meng Guan; Qian Xiu; Miao Bo; Zhang Fu; Li Han; Zhang Fang; Yan Ding; Suo Jing; Jia Pi | |
| Volum 61  | 列傳第31 周浚 成公簡 苟晞 華軼 劉喬                                                  | Zhou Jun; Cheng Gongjian; Gou Xi; Hua Die; Liu Qiao | |
| Volum 62  | 列傳第32 劉琨 祖逖                                                                   | Liu Kun; Zu Di | |
| Volum 63  | 列傳第33 邵續 李矩 段匹磾 魏浚                                                       | Shao Xu; Li Ju; Duan Pidi; Wei Jun | |
| Volum 64  | 列傳第34 武13王 元4王 簡文3子                                                        | Tretze Prínceps de Wu; Quatre Prínceps de Yuan; Tres fills de Jianwen | |
| Volum 65  | 列傳第35 王導                                                                        | Wang Dao | |
| Volum 66  | 列傳第36 劉弘 陶侃                                                                   | Liu Hong; Tao Kan | |
| Volum 67  | 列傳第37 溫嶠 郗鑒                                                                   | Wen Jiao; Xi Jian | |
| Volum 68  | 列傳第38 顧榮 紀瞻 賀循 楊方 薛兼                                                    | Gu Rong; Ji Zhan; He Xun; Yang Fang; Xue Jian | |
| Volum 69  | 列傳第39 劉隗 刁協 戴若思 周顗                                                       | Liu Wei; Diao Xie; Dai Ruosi; Zhou Yi | |
| Volum 70  | 列傳第40 應詹 甘卓 鄧騫 卞壼                                                         | Ying Zhan; Gan Zhuo; Deng Qian; Bian Kun | |
| Volum 71  | 列傳第41 孫惠 熊遠 王鑒 陳頵 高崧                                                    | Sun Hui; Xiong Yuan; Wang Jian; Chen Yun; Gao Song | |
| Volum 72  | 列傳第42 郭璞 葛洪                                                                   | Guo Pu; Ge Hong | |
| Volum 73  | 列傳第43 庾亮                                                                        | Yu Liang | |
| Volum 74  | 列傳第44 桓彝                                                                        | Huan Yi | |
| Volum 75  | 列傳第45 王湛 荀崧 范汪 劉惔                                                         | Wang Zhan; Xun Song; Fan Wang; Liu Tan | |
| Volum 76  | 列傳第46 王舒 王廙 虞潭 顧眾 張闓                                                    | Wang Shu; Wang Yi; Yu Tan; Gu Zhong; Zhang Kai | |
| Volum 77  | 列傳第47 陸曄 何充 褚翜 蔡謨 諸葛恢 殷浩                                             | Lu Ye; He Chong; Chu Se; Cai Mo; Zhuge Hui; Yin Hao | |
| Volum 78  | 列傳第48 孔愉 丁潭 張茂 陶回                                                         | Kong Yu; Ding Tan; Zhang Mao; Tao Hui | |
| Volum 79  | 列傳第49 謝尚 謝安                                                                   | Xie Shang; Xie An | |
| Volum 80  | 列傳第50 王羲之                                                                      | Wang Xizhi | |
| Volum 81  | 列傳第51 王遜 蔡豹 羊鑒 劉胤 桓宣 硃伺 毛寶 劉遐 鄧岳 朱序                           | Wang Xun; Cai Bao; Yang Jian; Liu Yin; Huan Xuān; Zhu Si; Mao Bao; Liu Xia; Deng Yue; Zhu Xu | |
| Volum 82  | 列傳第52 陳壽 王長文 虞溥 司馬彪 王隱 虞預 孫盛 干寶 鄧粲 謝沉 習鑿齒 徐廣           | Chen Shou; Wang Changwen; Yu Pu; Sima Biao; Wang Yin; Yu Yu; Sun Sheng; Gan Bao; Deng Can; Xie Chen; Xi Zuochi; Xu Guang                                                                                            | |
| Volum 83  | 列傳第53 顧和 袁瑰 江逌 車胤 殷顗 王雅                                               | Gu He; Yuan Mei; Jiang You; Che Yin; Yin Yi; Wang Ya | |
| Volum 84  | 列傳第54 王恭 庾楷 劉牢之 殷仲堪 楊佺期                                              | Wang Gong; Yu Kai; Liu Laozhi; Yin Zhongkan; Yang Quanqi | |
| Volum 85  | 列傳第55 劉毅 諸葛長民 何無忌 檀憑之 魏詠之                                          | Liu Yi; Zhuge Changmin; He Wuji; Tan Pingzhi; Wei Yongzhi | |
| Volum 86  | 列傳第56 張軌                                                                        | Zhang Gui | |
| Volum 87  | 列傳第57 涼武昭王李玄盛                                                              | Li Xuansheng, Príncep Wuzhao de Liang | |
| Volum 88  | 列傳第58 孝友                                                                        | Pietat filial | |
| Volum 89  | 列傳第59 忠義                                                                        | Lleialtat i justícia | |
| Volum 90  | 列傳第60 良吏                                                                        | Bons funcionaris | |
| Volum 91  | 列傳第61 儒林                                                                        | Erudits confucians | |
| Volum 92  | 列傳第62 文苑                                                                        | Escriptors | |
| Volum 93  | 列傳第63 外戚                                                                        | Afins imperials | |
| Volum 94  | 列傳第64 隱逸                                                                        | Ermites i reclusos | |
| Volum 95  | 列傳第65 藝術                                                                        | Arts | |
| Volum 96  | 列傳第66 列女                                                                        | Dones exemplars | |
| Volum 97  | 列傳第67 4夷                                                                         | Quatre tribus bàrbares | |
| Volum 98  | 列傳第68 王敦 桓溫                                                                   | Wang Dun; Huan Wen | |
| Volum 99  | 列傳第69 桓玄 卞范之 段仲文                                                          | Huan Xuan; Bian Fanzhi; Duan Zhongwen | |
| Volum 100 | 列傳第70 王彌 張昌 陳敏 王如 杜曾 杜弢 王機 祖約 蘇峻 孫恩 盧循 譙縱                 | Wang Mi; Zhang Chang; Chen Min; Wang Ru; Du Ceng; Du Tao; Wang Ji; Zu Yue; Su Jun; Sun En; Lu Xun; Qiao Zong | |

### Cròniques (載記)
| #         | Títol                                    | Títol traduït                                   | Notes |
| --------- | ---------------------------------------- | ----------------------------------------------- | ----- |
| Volum 101 | 載記第1 劉元海                           | Liu Yuanhai                                     |       |
| Volum 102 | 載記第2 劉聰                             | Liu Cong                                        |       |
| Volum 103 | 載記第3 劉曜                             | Liu Yao                                         |       |
| Volum 104 | 載記第4 石勒上                           | Shi Le (primera part)                           |       |
| Volum 105 | 載記第5 石勒下                           | Shi Le (segona part)                            |       |
| Volum 106 | 載記第6 石季龍上                         | Shi Jilong (primera part)                       |       |
| Volum 107 | 載記第7 石季龍下                         | Shi Jilong (segona part)                        |       |
| Volum 108 | 載記第8 慕容廆                           | Murong Hui                                      |       |
| Volum 109 | 載記第9 慕容皝                           | Murong Huang                                    |       |
| Volum 110 | 載記第10 慕容儁                          | Murong Jun                                      |       |
| Volum 111 | 載記第11 慕容暐 慕容恪 陽騖 皇甫真       | Murong Wei; Murong Ke; Yang Wu; Huangfu Zhen    |       |
| Volum 112 | 載記第12 苻洪 苻健 苻生 苻雄 王墮        | Fu Hong; Fu Jian; Fu Sheng; Fu Xiong; Wang Duo  |       |
| Volum 113 | 載記第13 苻堅上                          | Fu Jian (primera part)                          |       |
| Volum 114 | 載記第14 苻堅下                          | Fu Jian (segona part)                           |       |
| Volum 115 | 載記第15 苻丕 苻登                       | Fu Pi; Fu Deng                                  |       |
| Volum 116 | 載記第16 姚弋仲 姚襄 姚萇                | Yao Yizhong; Yao Xiang; Yao Chang               |       |
| Volum 117 | 載記第17 姚興上                          | Yao Xing (primera part)                         |       |
| Volum 118 | 載記第18 姚興下                          | Yao Xing (segona part)                          |       |
| Volum 119 | 載記第19 姚泓                            | Yao Hong                                        |       |
| Volum 120 | 載記第20 李特 李流                       | Li Te; Li Liu                                   |       |
| Volum 121 | 載記第21 李雄 李班 李期 李壽 李勢        | Li Xiong; Li Ban; Li Qi; Li Shou; Li Shi        |       |
| Volum 122 | 載記第22 呂光 呂纂 呂隆                  | Lü Guang; Lü Zuan; Lü Long                      |       |
| Volum 123 | 載記第23 慕容垂                          | Murong Chui                                     |       |
| Volum 124 | 載記第24 慕容寶 慕容盛 慕容熙 慕容雲     | Murong Bao; Murong Sheng; Murong Xi; Murong Yun |       |
| Volum 125 | 載記第25 乞伏國仁 乞伏乾歸 乞伏熾磐 馮跋 | Qifu Guoren; Qifu Gangui; Qifu Chipan; Feng Ba  |       |
| Volum 126 | 載記第26 禿髮烏孤 禿髮利鹿孤 禿髮傉檀    | Tufa Wugu; Tufa Lilugu; Tufa Rutan              |       |
| Volum 127 | 載記第27 慕容德                          | Murong De                                       |       |
| Volum 128 | 載記第28 慕容超                          | Murong Chao                                     |       |
| Volum 129 | 載記第29 沮渠蒙遜                        | Juqu Mengxun                                    |       |
| Volum 130 | 載記第30 赫連勃勃                        | Helian Bobo                                     |       |

## Compilació
El Llibre de Jin va tenir el període de gestació més llarg de qualsevol història oficial. No va veure la llum fins als 229 anys després del final de la dinastia que descriu.

## Llegat
El llibre ha estat criticat per ser el reflex dels polítics de la cort de la dinastia Tang (que va recopilar el llibre), en lloc de les realitats de la mateixa dinastia Jin.

## Traduccions
En aquest moment no es coneix cap traducció completa. Choo tradueix la biografia de Huan Wen en el volum 98 i la biografia de Sun Chuo en el volum 56. Knapp tradueix les biografies de Liu Yin en el volum 88 i de Huangfu Mi en el volum 51.